# Хартли, Мариетта
Мариетта Хартли (англ. Mariette Hartley, род. 21 июня 1940) — американская характерная актриса и телеведущая, лауреат премии «Эмми».

## Карьера
Хартли начала свою карьеру в подростковом возрасте, работая в театре. В 1962 году она дебютировала на большом экране с главной женской ролью в вестерне «Скачи по высокогорью», которая принесла ей номинацию на премию BAFTA. Затем она снялась в фильмах «Джунгли Африки» (1963) и «Марни» (1964). С тех пор она чаще работала на телевидении, где в 1965—1966 годах снималась в мыльной опере «Пейтон-Плейс», а также появлялась в вестернах «Дымок из ствола» и «Бонанза». Также она была заметна в кинофильмах «Потерянные» (1969), «Возвращение графа Йорги» (1971), «Угонщик самолётов» (1972) и «Великолепная семёрка снова в седле» (1972).
В 1979 году Хартли выиграла премию «Эмми» в категории «Лучшая актриса в драматическом сериале» за роль в сериале «Невероятный Халк», появившись лишь в одном эпизоде шоу. На протяжении своей карьеры она ещё пять раз номинировалась на «Эмми», а в 1982 году — на канадскую премию «Джини» за главную роль в кинофильме «Неправильное каналы». Также она сыграла роли  второго плана в фильмах «Жена О’Хары» (1982), «1969» (1988) и «Замороженный калифорниец» (1992).
На телевидении Хартли сыграла ведущие роли в недолго просуществовавших сериалах Goodnight, Beantown (1983—1984) и WIOU (1990—1991). Также она сыграла главные роли в ряде сделанных для телевидения фильмах. Хартли в разные годы снималась в сериалах «Лодка любви», «Она написала убийство», «Морская полиция: Спецотдел», «Анатомия страсти», «Детектив Раш», «Звёздный путь: Оригинальный сериал», «Большая любовь» и «Менталист». С 2003 по 2011 год появилась в шести эпизодах «Закон и порядок: Специальный корпус», играя роль адвоката защиты.
В 1987 году Хартли была удостоена именной звезды на Голливудской «Аллее славы».

## Личная жизнь
Хартли родилась в Уэстон, штат Коннектикут. Она была замужем трижды и имеет двух сыновей от второго брака. Хартли страдает от биполярного расстройства. Это побудило её стать основателем американского фонда по предотвращению самоубийств.

## Избранная фильмография
| Год       |   | Русское название                    | Оригинальное название             | Роль                                  |
| --------- | - | ----------------------------------- | --------------------------------- | ------------------------------------- |
| 1962      | ф | Скачи по горам                      | Ride the High Country             | Эльза Кнудсен                         |
| 1963—1974 | с | Дымок из ствола                     | Gunsmoke                          | разные персонажи                      |
| 1964      | с | Сумеречная зона                     | The Twilight Zone                 | Сандра Хорн                           |
| 1964      | ф | Марни                               | Marnie                            | Сьюзан Клейбон                        |
| 1965—1971 | с | Бонанза                             | Bonanza                           | разные персонажи                      |
| 1969      | с | Звёздный путь: Оригинальный сериал  | Star Trek: The Original Series    | Зарабет                               |
| 1969      | ф | Потерянные                          | Marooned                          | Бетти Ллойд                           |
| 1970      | с | Доктор Маркус Уэлби                 | Marcus Welby, M.D.                | Мэгги Линч                            |
| 1970—1973 | с | ФБР                                 | The F.B.I.                        | До Райли / Джессика Боулинг           |
| 1972      | ф | Угонщик самолётов                   | Skyjacked                         | Харриет Стивенс                       |
| 1972      | ф | Великолепная семёрка снова в седле  | The Magnificent Seven Ride!       | Арилла Адамс                          |
| 1973—1974 | с | Улицы Сан-Франциско                 | The Streets of San Francisco      | Бонни Харрис / Андреа «Дре» Маккормик |
| 1974—1977 | с | Коломбо                             | Columbo                           | Вероника / Айлин Макре                |
| 1976      | с | Маленький домик в прериях           | Little House on the Prairie       | Элизабет Термонд                      |
| 1977      | с | Женщина-полицейский                 | Police Woman                      | Глория Тернер                         |
| 1979      | с | МЭШ                                 | M*A*S*H                           | доктор Инга Халворсен                 |
| 1979      | с | Досье детектива Рокфорда            | The Rockford Files                | Алтея Морган                          |
| 1983      | с | Лодка любви                         | The Love Boat                     | Марта Чемберс                         |
| 1992      | ф | Замороженный калифорниец            | Encino Man                        | миссис Морган                         |
| 1992      | с | Она написала убийство               | Murder, She Wrote                 | Сьюзан Линдси                         |
| 1999—2001 | с | Одна жизнь, чтобы жить              | One Life to Live                  | сестра Мэри Дэниел                    |
| 2000      | с | Детектив Нэш Бриджес                | Nash Bridges                      | Либби                                 |
| 2003—2011 | с | Закон и порядок: Специальный корпус | Law & Order: Special Victims Unit | Лорна Скарри                          |
| 2005      | с | Морская полиция: Спецотдел          | NCIS                              | Ханна Лоуэлл                          |
| 2007      | с | Грязь                               | Dirt                              | Дороти Спиллер                        |
| 2008      | с | Спасите Грейс                       | Saving Grace                      | Эмили Джейн Ада                       |
| 2008      | с | Анатомия страсти                    | Grey’s Anatomy                    | Бетти Кеннер                          |
| 2008      | с | Детектив Раш                        | Cold Case                         | Глория Флегстоун в 2008 году          |
| 2009      | с | Чистильщик                          | The Cleaner                       | Джейн О’Хара                          |
| 2011      | с | Большая любовь                      | Big Love                          | мэр                                   |
| 2013      | с | Менталист                           | The Mentalist                     | Элиз Вогелсон                         |
| 2018      | с | 9-1-1                               | 9-1-1                             | Патриша Кларк                         |